# Цунами (футболист)
Вендерсон де Фрейташ Соареш (на португалски: Wenderson de Freitas Soares), по-известен като Вендерсон Цунами, е бразилски футболист, който играе на поста ляв бек.
През 2021 г., той подписва договор с Левски София, който влиза в сила с началото на 2022 г.
През 2023 г. заедно с Левски София печелят купата на България
През октомври 2023 г. получава българско гражданство.

## Успехи
Куяба
- Копа Верде: 2019

 Левски София
- Купа на България (1): 2022